# Prachya Pinkaew

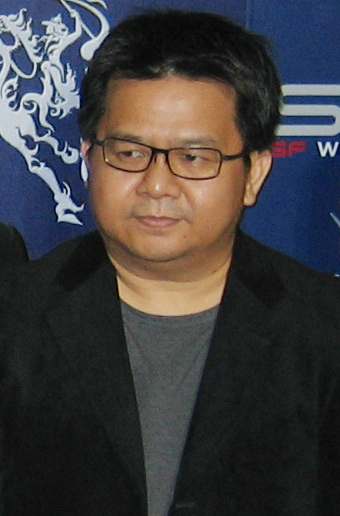
Prachya Pinkaew bei der Weltpremiere des Films König Naresuan am 16. Januar 2007 in Bangkok

Prachya Pinkaew (Thai: ปรัชญา ปิ่นแก้ว; * 2. September 1962 in Nakhon Ratchasima) ist ein thailändischer Filmregisseur, Filmproduzent und Drehbuchautor, der vor allem durch seine Martial-Arts-Filme Bekanntheit erlangte.

## Leben und Werk
Obwohl Prachya 1985 ein Architekturstudium am Nakhon Ratchasima Technology College in der Provinz Nakhon Ratchasima absolvierte, startete er fünf Jahre später eine Laufbahn in der Filmbranche. Zunächst arbeitete er als künstlerischer Leiter in einer Werbeagentur und ab 1992 auch als Regisseur für Musik-Videoclips, die teilweise auch nationale Auszeichnungen gewannen, obwohl er nie eine Ausbildung als Regisseur genossen hatte.
1992 folgte sein erster Spielfilm, The Magic Shoes, gefolgt von Romantic Blues (1993/1994), als er sich mehr auf die Filmproduktion und den Aufbau der Produktionsgesellschaft Baa-Ram-Ewe konzentrierte, dessen Vorsitzender er heute ist. Nach fast zehnjähriger Pause als Regisseur inszenierte Prachya Pinkaew 2003 den Martial-Arts-Film Ong-Bak, der zu einem der erfolgreichsten Filme in Thailand avancierte und auch im internationalen Filmverleih aufgenommen wurde.
Prachya ist heute vorwiegend als Filmproduzent tätig, spezialisiert sich dabei aber nicht auf bestimmte Genres. Seit 2003 ist er Präsident der Thai Film Association.

## Filmografie

### Regie
- 1992: The Magic Shoes (Rawng tah laep plaep)
- 1995: Dark Side Romance (เกิดอีกที ต้องมีเธอ; Goet iik thii tawng mii theu)
- 2003: Ong-Bak (องค์บาก)
- 2005: Revenge of the Warrior – Tom Yum Goong (ต้มยำกุ้ง; Tom Yum Goong)
- 2008: Chocolate … süß und tödlich! (ช็อคโกแลต)
- 2011: Elephant White – Ein Killer in Bangkok (Elephant White)
- 2013: Return of the Warrior – Tom Yum Goong 2 (ต้มยำกุ้ง 2; Tom Yum Goong 2)
- 2016: Look Thung Signature
- 2019: Sisters

### Produzent
- 2001: Body Jumper (ปอบหวีดสยอง; Pop weed Sayong)
- 2002: Heaven’s Seven (7 ประจัญบาน; 7 pra-jan-barn)
- 2002: 999 – Final Destination Death (ต่อ ติด ตาย 999-9999)
- 2002: Hoedown Showdown (มนต์เพลงลูกทุ่งเอฟเอ็ม; Monpleng Luktung)
- 2003: Sayew (สยิว)
- 2003: The Unborn (เฮี้ยน)
- 2003: Fake (เฟค โกหกทั้งเพ)
- 2004: Pisaj (คน ผี ปีศาจ)
- 2004: The Bodyguard (บอดี้การ์ดหน้าเหลี่ยม)
- 2004: Born to Fight (เกิดมาลุย; Kerd ma lui)
- 2005: Cherm – Midnight my Love (เฉิ่ม; Cherm)
- 2005: Revenge of the Warrior – Tom Yum Goong (ต้มยำกุ้ง; Tom Yum Goong)
- 2006: Mercury Man (มนุษย์เหล็กไหล; Ma noot lhek lai)
- 2006: Born to Fight – Dynamite Warrior (คนไฟบิน; Kon fai bin)
- 2008: Ong-bak 2 (องค์บาก 2)
- 2008: Chocolate (ช็อคโกแลต)
- 2009: Power Kids (5 หัวใจฮีโร่)

### Drehbuch
- 2003: Ong-Bak (องค์บาก)
- 2005: Revenge of the Warrior – Tom Yum Goong (ต้มยำกุ้ง; Tom Yum Goong)

## Auszeichnungen
- 2003: Orient Express Award bei dem Katalanischen Internationalen Filmfestival in Sitges für Ong-Bak
- 2004: Action Asia Award bei dem Deauville Asian Filmfestival für Ong-Bak